# Bavorové ze Strakonic
Bavorové ze Strakonic patřili k českým šlechtickým rodům 13. století. Nejvýznamnějším členem rodu byl Bavor II. ze Strakonic, nejvyšší komorník království českého, zeť krále železného a zlatého Přemysla Otakara II.

## Historie
Počátky rodu sahají do 12. století. Se strakonickým rodem jsou spojeny i další vladycké větve například z Drahonic, z Chlumu, z Křemže, z Nečtin, z Pořešína, z Tmáně, z Újezda a další. Na základě zápisu v listině z roku 1167 věnovali Bavorové statky litomyšlskému klášteru. V listinu z roku 1183 je zápis, podle kterého byla darována vesnice Ivanovice na Hané Johanitskému řádu. Další listinné zápisy jsou dokladem, že v roce 1199 se stal olomouckým biskupem premonstrát Bavor, který patřil do rodu Bavorů. Během jedenáctého a dvanáctého století sídlil rod Bavorů na Moravě. Další z rodu Bavorů, zřejmě synovec olomouckého biskupa zastával funkci panovníkova komorníka.
Písemné prameny neudávají dostatek konkrétních údajů, které by stačily k určení genealogických vztahů. Mohlo se jednat o příbuzné, toto tvrzení však nelze potvrdit přímým důkazem a tedy ani spřízněnost strakonických Bavorů s moravskými.
Nejstarší písemnou zmínkou o rodu Bavorů ze Strakonic je listina Přemysla Otakara I. z roku 1225, která potvrzuje obdarování řádu johanitů uskutečněné Bolemilou, manželkou Bavorovou. Potvrzení bylo vydáno na její vlastní žádost, protože se její synové tomuto obdarování snažili zabránit. Darována byla část rodových pozemků. Roku 1235 je na listině Václava I. poprvé mezi svědky podepsán „Bavor ze Strakonic“. Bavor I. ze Strakonic a jeho manželka Bohuslava roku 1243 darují řádu johanitů řadu vesnic a „strakonický kostel a dům, vyjma domu zakladatelova“, tzn. že od tohoto roku sídlí na strakonickém hradě současně řád johanitů (východní část hradu) i rod Bavorů (západní část hradu). Není jisté, zda osoba jménem „Bavor“ na listinách z let 1225, 1235 a 1243 je stále stejná, nebo zda jde o různé generace rodu. Označení příslušníků rodu pořadovým číslem se začalo používat zpětně až v moderní době.
Rod Bavorů založil na počátku 13. století hrad na soutoku řek Otavy a Volyňky. V tomto místě se již nacházelo starší pohřebiště a pravděpodobně i kostel či kaple.
Poprvé je zmiňováno jméno Bavor ze Strakonic na listině Václava I., datované 17. února 1235. V tomto období žil Bavor asi již na hradě, který byl řazen mezi první šlechtické hrady v zemi. Už při jeho stavbě byla řešena přítomnost johanitské komendy. Toto uspořádání bylo ve střední Evropě té doby výjimečné. 
Bavor I. měl dceru Domaslavu, která se provdala v roce 1256 za Jindřicha z Lichtenburka. Nejvýznamnějším z rodu byl pravděpodobně jeho syn Bavor II. ze Strakonic, který spravoval strakonické panství v letech 1260 – 1279 a který se stal nejvyšším královským komorníkem a maršálkem. Oženil se s Anežkou, levobočnou dcerou krále Přemysla Otakara II. Jeho mužskými potomky byli Bavor III. ze Strakonic, nejstarší syn a dědic. Byl purkrabím na královském hradě Zvíkov. Od roku 1315 začal používat přídomek „z Bavorova“. V rámci rozdělení majetku mezi sourozenci mu zůstal Pořešín, Horažďovice a Prácheň. Vilém získal Strakonice. Sice se oženil, ale zemřel bez potomků. Mikuláš se stal pánem na Blatné. Měl dva syny Bavora IV. –Baška a druhorozeného Mikuláše.
Bavor IV. po smrti bezdětného strýce Viléma získal Strakonice. Jeho syn Břeněk byl nucen roku 1402 prodat zbytky panství johanitům. Roku 1405 je o Břeňkovi i o celém rodu poslední dochovaná zpráva a rod Bavorů tím z pramenů mizí.

## Příbuzní
Sňatky byli spojeny s královskou dynastií, dále pak s Rožmberky, Lichtemburky, Šternberky a dalšími významnými českými šlechtickými rody. Po jejich zániku většinu rodových majetků koupil řád johanitů a zbylý majetek přešel na pány z Rožmitálu, kteří byli potomci prvních Bavorů po přeslici.

## Erb
Erbem Bavorů ze Strakonic byla modrá střela s červeným střelištěm na zlatém štítě. Klenotem byla křídla ve zlaté barvě.